# Gislaveds gymnasium

Gislaveds gymnasium är en gymnasieskola i Gislaved. Den är inrymd i Gärdesskolan och ligger på Turegatan 2 i Gislaved. Gymnasiet har de senaste åren utmärkt sig genom goda prestationer av eleverna i olika naturvetenskapliga tävlingar.

## Framgångar i tävlingar

### Skolornas matematiktävling
2008 kom Gislaveds Gymnasiums lag på en 5:e placering i lagtävlingen. I skolans lag ingick Rikard Lundmark, Ninni Tran och Ida Arvidsson. Av dessa gick Rikard Lundmark till individuell final.
2007 kom Gislaveds Gymnasiums lag på en 5:e placering i lagtävlingen. I skolans lag ingick Kalle Arvidsson, Ninni Tran och Rikard Lundmark. Av dessa gick Kalle Arvidsson till individuell final.
2006 kom Gislaveds Gymnasiums lag på en 7:e placering i lagtävlingen.

### Fysiktävlingen
År 2008 vann Gislaveds gymnasium lagtävlingen i Fysiktävlingen. I skolans lag ingick Rikard Lundmark, Kalle Arvidsson samt Daniel Åsljung/Filip Andersson. Av dessa tog sig Lundmark och Arvidsson till den individuella finalen, där Lundmark placerade sig på en femteplats och Arvidsson på delad sjundeplats. Detta innebar att de gick vidare till den internationella Fysikolympiaden i Hanoi, Vietnam, som hölls i juli 2008.
År 2009 kom Gislaveds gymnasium på tredje plats i fysiktävlingen. I skolans lag ingick Rikard Lundmark (med 57% av lagets totala poäng), Emil Ljungskog och Marcus Ahlström. Rikard Lundmark gick till individuell final, och vann denna. Han kvalificerade sig därmed för den internationella Fysikolympiaden i Merida, Mexiko i juli 2009, där han som bästa svensk fick ett hedersomnämnande.

### Kemitävlingen
År 2008 deltog inte tillräckligt många elever från Gislaveds gymnasium i kemitävlingen för att skolan skulle kunna ställa upp med ett lag. Rikard Lundmark placerade sig dock bland de 20 bästa eleverna i tävlingen.
År 2009 deltog tre elever i första kvaltävlingen, varav Rikard Lundmark hade full poäng. I andra omgången deltog 4 elever. Rikard Lundmark kom på 4:e plats i den individuella tävlingen, och efter inlämningsuppgifter kvalificerade han sig för Kemiolympiaden i Cambridge, England. Denna tävling överlappade dock med Fysikolympiaden, vilket medförde att Rikard tvingades tacka nej till deltagande.

### Programmeringsolympiaden
År 2008 tog sig 3 elever från Gislaveds Gymnasium till final i programmeringstävlingen: Kalle Arvidsson, Rikard Lundmark och Simon Norberg. Kalle placerade sig på en sjätteplats, Rikard på en elfteplats och Simon på en 24:e plats.
År 2009 deltog endast en elev i tävlingen, Rikard Lundmark, som kom på fjärde plats i Sverige och därmed kvalificerade sig att delta i den baltiska programmeringsolympiaden i Stockholm i april 2009 samt den internationella programmeringsolympiaden i Plovdiv, Bulgarien i augusti 2009.

### Biologiolympiaden
År 2009 kom Rikard Lundmark på tredje plats i uttagningen till biologiolympiaden, och blev därmed uttagen till Biologiolympiaden i Japan i juli 2009. På grund av överlapp med fysikolympiaden tvingades Lundmark tacka nej till denna tävling.

### Utställningen Unga Forskare
Rikard Lundmark från Gislaveds Gymnasium vann den regionala utställningen i Sundsvall i Utställningen Unga Forskare 2009, och kvalificerade sig därmed för den svenska nationella utställningen i Stockholm.

### TCO:s nutidsorientering
Ett lag från Gislaveds Gymnasium vann TCO:s nutidsorientering 2008, som handlade om klimatfrågor. I laget ingick Anton Halldin, Viktor Nordliden, Andreas Bolmgren och Josefine Solvang.

### Skol-SM iFutsal
Ett lag från Gislaveds Gymnasium vann Skol-SM i Futsal år 2008. I laget ingick bland andra Oscar Rydén, Tobias Erisson och Hussein "Aboli" Hussein.

## Övrigt
Hösten 2009 blev Teknikprogrammet på Gislaveds gymnasium TeknikCollege.[källa behövs]

## Kändaalumner
- Åsa Westlund[1], gick ut 1995
- Johan Büser[2], gick ut 2002
- Annie Oliv, gick ut 2006